# Adrián de Alesio
Adrián Pérez de Alesio (? -1650) va ser un pintor i poeta peruà. Apareix algunes vegades com Adrián Alesio, fill de Matteo da Lecce. Sacerdot dominic, alguns historiadors el donen per mercedari. Va ingressar a l'Orde on va seguir exercint el seu art, encara que en els arxius monacals no hi ha cap petjada. No hi ha data del seu naixement ni en quina ciutat, encara que probablement va ser a Europa. El seu pare va arribar a Lima en 1588 i es va casar en 1598 a Lima amb María Fuentes de la Cadena. Deixeble del seu pare, en el seu taller d'ensenyament, on no existeix registre de dates, va conrear amb algun èxit la poesia i és l'autor del poema El Angélico, dedicat a Tomàs d'Aquino, el 1645. Fra Adriano Alesio va il·luminar alguns llibres del cor del seu convent.